# Podochytrium lanceolatum
Podochytrium lanceolatum är en svampart som beskrevs av Sparrow 1933. Podochytrium lanceolatum ingår i släktet Podochytrium och familjen Chytridiaceae.   Inga underarter finns listade i Catalogue of Life.